# Sant'Andrea del Garigliano
Sant'Andrea del Garigliano es una localidad italiana de la provincia de Frosinone, región de Lazio, con 1.580 habitantes.

## Evolución demográfica
| Gráfica de evolución demográfica de Sant'Andrea del Garigliano entre 1861 y 2001 |
|                                                                                  |
| Fuente ISTAT - elaboración gráfica de Wikipedia                                  |